# 蒙卡达和雷沙克
蒙卡达和雷沙克（西班牙語：Moncada y Reixach，加泰隆尼亞語發音：[muŋˈkaðəj rəˈʃak]）是西班牙加泰罗尼亚巴塞罗那省的一个市镇。总面积24平方公里，总人口28295人（2001年），人口密度1179人/平方公里。